# Sostantivo
Il sostantivo (o nome) è la parte variabile del discorso che indica una persona, un luogo, una cosa o, più in generale, qualsiasi entità animata, inanimata o immaginata.
Si parla di "sostantivo" in base all'idea che i nomi sarebbero provvisti di una propria sostanza, cioè un referente extralinguistico di cui possiamo parlare, sia esso concreto (automobile) o astratto (amore). I nomi, insieme ai verbi, sono elementi primari di una lingua e costituiscono il pilastro su cui la frase si costruisce.

## Che cos'è il nome e quali funzioni svolge
Il nome (dal latino nomen = "denominazione") o sostantivo (dal latino substantivum = substantia = "sostanza, ciò che esiste") è quella parte variabile del discorso che serve a indicare persone, animali, cose, idee, concetti, stati d'animo, azioni e fatti. In una parola tutto ciò che esiste nella realtà o che possiamo immaginare. I nomi svolgono due funzioni estremamente importanti:
1. Permettono di indicare tutti gli aspetti della realtà
2. sono, insieme ai verbi, i pilastri su cui la frase viene costruita.

## Analisi linguistica
Analizzati in base alle loro caratteristiche semantiche, morfologiche e in base alla formazione di nuove parole (neologismi).

### Nomi comuni e nomi propri
I nomi comuni indicano persone, animali, cose, luoghi, in modo generico come appartenenti a una classe; il nome libro può indicare uno qualsiasi dei possibili libri esistenti, se non viene a esso aggiunto qualche maggiore elemento di identificazione:
- il mio libro
- il libro di matematica che ho lasciato sul tavolo

I nomi propri, invece, sono nomi o cognomi di persone, appellativi geografici, storici, letterari, culturali e sociali; indicano non ciò che è generico ma ciò che è individuale, non la classe ma l'elemento singolo, e questa singolarità viene evidenziata tramite l'uso della lettera maiuscola:
- Parigi
- Puglia

### Nomi concreti e nomi astratti
I nomi concreti sono quei nomi che si utilizzano per indicare elementi tangibili come:
- ragazza, sedia, profumo, superficie, fragola, casa, albero, ospedale...

I nomi astratti sono quei nomi che esprimono elementi intangibili come:
- bontà, bellezza, male, paura, fede, giustizia...

### Nomi individuali e nomi collettivi
Il nome individuale designa un'entità singola che può essere una persona, un animale, una cosa o un concetto, indicandola con il nome proprio o con il nome comune della classe a cui questo appartiene. Questa categoria comprende la maggior parte dei nomi:
- Luisa, donna, lupo, tazza, virtù...

Per indicare una pluralità di individui, questi nomi devono essere usati al plurale.
Il nome collettivo, invece, pur essendo al singolare designa gruppi o insiemi di persone (folla), cose (fogliame) o animali (mandria). Quando il nome collettivo è in funzione di soggetto, il verbo di solito va al singolare; si potrebbe considerare corretto l'uso del plurale nel solo caso in cui il nome collettivo sia seguito da un complemento di specificazione:
- Uno stormo di uccelli volava/volavano nel cielo.

### Nomi numerabili e nomi non numerabili
Si dicono numerabili le cose che si possono contare, perché esistono in un numero praticamente infinito:
- un libro, dieci libri...

Si dicono non numerabili (o nomi massa) i nomi che indicano quantità indistinte di una certa sostanza (acqua, miele...); questa quantità indistinta infatti non può essere contata: in genere non possiamo dire un'acqua, due acque, ecc. I nomi non numerabili richiedono, per indicare una quantità, l'articolo partitivo o una locuzione:
- Maria ha chiesto del sale
- Maria ha chiesto un po' di sale

Spesso, sono presenti entrambe le accezioni in uno stesso nome:
- Prendo del caffè (non numerabile)
- Prendo due caffè (numerabile)

## Nomi difettivi
Si dicono nomi difettivi quei sostantivi usati solo al singolare o solo al plurale.
Ad esempio, hanno solo la forma singolare:
- nomi di mesi o festività: aprile, maggio, Pasqua
- nomi di malattie: la varicella, l'Alzheimer, la peste
- elementi chimici o metalli: l'idrogeno, l'uranio, il rame
- nomi di alimenti: l'orzo, il latte, il grano
- nomi astratti: la pazienza, la costanza, il coraggio
- nomi collettivi: il fogliame, la prole
- nomi di elementi unici: il sud, l'occidente, l'equatore
- nomi di sensazioni fisiche: la sete, la fame, il sonno

Esempi di nomi difettivi solo plurali sono:
- nomi che indicano una pluralità di cose: le congratulazioni, le nozze, le ferie
- nomi che indicano due elementi che stanno insieme: le bretelle, i pantaloni, le forbici.

## Nomi sovrabbondanti
I nomi sovrabbondanti sono quelli che presentano:
- due singolari e un plurale (per esempio) singolari arma / arme, plurale armi; singolari nocchiero / nocchiere plurale nocchieri; singolari scudiero / scudiere, plurale scudieri; singolari presepe / presepio plurale presepi)
- un singolare e due plurali (per es. singolare braccio, plurale bracci / braccia; singolare corno, plurali corni / corna; singolare filo , plurali fili / fila)
- due singolari e due plurali (per es. singolari orecchio / orecchia, plurali orecchi / orecchie)[1]

La seconda categoria è molto importante perché le due forme del plurale hanno spesso un significato diverso: le due forme non sono interscambiabili in tutti i contesti. In genere una delle due viene utilizzata maggiormente per indicare un oggetto concreto, l'altra viene prediletta per il senso figurato (per es. i gesti / le gesta).
Quasi tutti i nomi di questo tipo derivano da sostantivi neutri della seconda declinazione latina. Per una lista completa vedi anche Plurali irregolari.

## Nomi invariabili
Si dicono invariabili o indeclinabili i sostantivi che mantengono la stessa desinenza sia al singolare sia al plurale (modificano soltanto l'articolo che li precede).
- Ecco alcuni esempi:

| I nomi che terminano con la vocale accentata | I nomi che terminano con la vocale accentata |
| Singolare                                    | Plurale                                      |
| -------------------------------------------- | -------------------------------------------- |
| età                                          | età                                          |
| caffè                                        | caffè                                        |
| città                                        | città                                        |
| virtù                                        | virtù                                        |

| I nomi che terminano con la vocale "i" | I nomi che terminano con la vocale "i" |
| Singolare                              | Plurale                                |
| -------------------------------------- | -------------------------------------- |
| analisi                                | analisi                                |
| brindisi                               | brindisi                               |
| crisi                                  | crisi                                  |
| ipotesi                                | ipotesi                                |
| metropoli                              | metropoli                              |
| oasi                                   | oasi                                   |
| sintesi                                | sintesi                                |
| tesi                                   | tesi                                   |

| Alcuni nomi maschili che terminano con la vocale "a" | Alcuni nomi maschili che terminano con la vocale "a" |
| Singolare                                            | Plurale                                              |
| ---------------------------------------------------- | ---------------------------------------------------- |
| boia                                                 | boia                                                 |
| cinema                                               | cinema                                               |
| cobra                                                | cobra                                                |
| gorilla                                              | gorilla                                              |
| vaglia                                               | vaglia                                               |

| Alcuni nomi femminili che terminano con la vocale "o" | Alcuni nomi femminili che terminano con la vocale "o" |
| Singolare                                             | Plurale                                               |
| ----------------------------------------------------- | ----------------------------------------------------- |
| auto                                                  | auto                                                  |
| dinamo                                                | dinamo                                                |
| foto                                                  | foto                                                  |
| radio                                                 | radio                                                 |

| Alcuni nomi che terminano con il dittongo "ie" | Alcuni nomi che terminano con il dittongo "ie" |
| Singolare                                      | Plurale                                        |
| ---------------------------------------------- | ---------------------------------------------- |
| serie                                          | serie                                          |
| specie                                         | specie                                         |

| Le parole di origine straniera e i nomi che terminano con consonante | Le parole di origine straniera e i nomi che terminano con consonante |
| Singolare                                                            | Plurale                                                              |
| -------------------------------------------------------------------- | -------------------------------------------------------------------- |
| autobus                                                              | autobus                                                              |
| bar                                                                  | bar                                                                  |
| bazar                                                                | bazar                                                                |
| film                                                                 | film                                                                 |
| gas                                                                  | gas                                                                  |
| goal                                                                 | goal                                                                 |
| sport                                                                | sport                                                                |

| Alcuni nomi composti da una sola sillaba | Alcuni nomi composti da una sola sillaba |
| Singolare                                | Plurale                                  |
| ---------------------------------------- | ---------------------------------------- |
| gru                                      | gru                                      |
| re                                       | re                                       |
| sci                                      | sci                                      |